# No 1/2 Steppin’
A No 1/2 Steppin' című dal az amerikai énekesnő Shanice 2. kimásolt kislemeze a Discovery című stúdióalbumról. A dal az amerikai Billboard lista 53. helyéig jutott.

## Megjelenések
12"  A&M Records – SP-12256
- A1	No 1/2 Steppin' (Club Mix) 7:42
- A2	No 1/2 Steppin' (7" Edit) 3:55
- B1	No 1/2 Steppin' (Radio Version) 5:45
- B2	No 1/2 Steppin' (Dub Version) 4:10

## Slágerlista
| Slágerlista (1987)                              | Legjobb helyezés |
| ----------------------------------------------- | ---------------- |
| U.S. Billboard Hot R&B/Hip-Hop Singles & Tracks | 53               |